# Liste der Monuments historiques in Bonnieux
Die Liste der Monuments historiques in Bonnieux führt die Monuments historiques in der französischen Gemeinde Bonnieux auf.

## Liste der Bauwerke
| Bezeichnung                                                        | Beschreibung | Standort                   | Kennzeichnung | Schutzstatus   | Datum     | Bild           |
| ------------------------------------------------------------------ | ------------ | -------------------------- | ------------- | -------------- | --------- | -------------- |
| Archäologischer Fundplatz Peyrussière und Pont-Julien-Sud          |              | (Lage)                     | PA00082232    | Inscrit        | 1992      |                |
| Pfarrkirche St-Gervais-St-Protais                                  |              | (Lage)                     | PA00081980    | Classé         | 1980      | weitere Bilder |
| Pont à coquille (Schalenbrücke)                                    |              | (Lage)                     | PA00081982    | Inscrit        | 1988      | weitere Bilder |
| Pont Julien                                                        |              | (Lage)                     | PA00081981    | Classé         | 1914      | weitere Bilder |
| Prioratskirche St-Symphorien Kirchturm                             |              | route de Buoux (Lage)      | PA00081983    | Classé Inscrit | 1921 1949 | weitere Bilder |
| Rekollektenkloster Kirche, Klostergebäude, Höhle, Garten, Terrasse |              | rue Aristide-Briand (Lage) | PA00132748    | Inscrit        | 1994      |                |

## Liste der Objekte
- Monuments historiques (Objekte) in Bonnieux in der Base Palissy des französischen Kulturministeriums (französisch)